# Zak Starkey
Zak Starkey, Zak Richard Starkey (Hammersmith, London, 1965. szeptember 13. –) angol dobos, Ringo Starr fia.
Jól ismert arról, hogy a The Who nem hivatalos tagja, 1994 óta koncertezik és készít lemezeket velük. Az Oasisban is zenélt. Számos neves zenésszel dolgozott együtt, mint  pl. Johnny Marr, Paul Weller, The Icicle Works, The Waterboys, ASAP, The Lightning Seeds, John Entwistle stb.

## Pályájának kezdete
Zak 8 évesen kezdett érdeklődni a zene iránt, amikor a Who dobosa, Keith Moon egy dobfelszerelést ajándékozott neki. Moon volt Ringo egyik legközelebbi barátja, Zak keresztapja. 10 évesen Zak önállóan kezdett dobolni tanulni. Apja csak egy dobleckét adott neki, mert nem jó szemmel nézte a fiú növekvő érdeklődését a dobolás iránt. Ringo úgy vélte, nem jók a fiú kilátásai abban a szakmában, amiben az apja világhírű lett. Igaz, tehetségét elismerte és dicsérte, de mindig úgy tekintett rá, mint egy leendő ügyvédre vagy orvosra.
Zak 12 évesen már fellépett különböző klubokban, kocsmákban, majd a The Next nevű banda tagja lett.

## Az 1980-as években
A 80-as évek elején Zak az újjáalakult Spencer Davis Group-ban tűnt fel. 1985. január 22-én megnősült, feleségül vette Sarah Menikidest. Lányuk, Tatia, 1985. szeptember 6-án született meg.
Röviddel házasságkötése után Zak a Wind in the Willows musical változatát vette lemezre Eddie Hardinnal. Ugyanabban az évben apjával együtt szerepelt az Artists United Against Apartheid Sun City-jében. Chris Sharrock helyett dobolt a The Icicle Works-ben 1989-ben, de a következő évben anélkül távozott az együttestől, hogy lemezfelvételt készítettek volna. Érdekesség, hogy később Sharrock váltotta fel Zakot az Oasisnál. Zak 1989-ben játszott az Iron Maiden gitárosa, Adrian Smith szólóalbumán.

## Az 1990-es években
Zak együtt dolgozott apjával a Ringo Starr and His All-Starr Band-ben. Szerepelt a Who-tag John Entwistle The Rock című szólóalbumán. 1994-ben Entwistle és egy másik Who-tag, Roger Daltrey társaságában a Daltrey Sings Townshend turnén vett részt. Ennek anyaga Pete Townshend 50. születésnapjára a Carnegie Hall-ban adott koncert anyagára épült. 1996-ban csatlakozott a Who Quadrophenia turnéjához. Mind Daltrey, mind Townshend határozottan állította Zakról, hogy Keith Moon halála óta nem találtak hozzá hasonló jó dobost.

## 2000-től napjainkig
2000-ben Zak alapító tagja volt a  Johnny Marr & The Healers nevű bandának, igaz, első albumuk, a Boomslang még három évig nem jelent meg.
2001. október 20-án Zakkal a doboknál a Who fergeteges koncertet adott New Yorkban a  Madison Square Gardenben. A koncertről az a hír járta, hogy az a Who nagy visszatérése, és minden más sztárt elhomályosított az előadás.
Zak 2004-ben csatlakozott az Oasishoz. Elutazott az együttessel annak éves turnéjára, és feltűnt a zenekar dalainak reklámvideóin is. Mindennek dacára nem volt az Oasis hivatalos tagja. 2005 áprilisában Noel Gallagher megerősítette, hogy szeretnék, ha Zak hivatalosan is a csapat tagja lenne, de ez csak a Who-val szemben fennálló szerződésbeli kötelezettségeinek teljesítése után lehetséges, 2007 derekán. Ezután folyamatosan dolgozott mindkét együttessel.
Zak 2008 májusában szakított az Oasissal, a Dig Out Your Soul című album felvétele után.
2010. február 7-én Miamiban lépett fel a Who-val a Super Bowl XLIV döntő félidei show műsorában a Sun Life Stadium-ban.
2010. július 7-én New Yorkban a Radio City Music Hall-ban Ringo Starr 70. születésnapi buliján együtt játszott apjával és sok más hírességgel (pl. Yoko Ono, Nils Lofgren, Little Steven and Jeff Lynne).
2012. augusztus 12-én Zak szintén a Who-val játszott Londonban a Nyári Olimpiai Játékok záróünnepségén.
2012-13-ban Daltrey és Townshend társaságában a Quadrophenia and More turnén szerepelt.
1. ↑  GeneaStar